# Piskunóvskoie
Piskunóvskoie - Пискуновское (rus) - és un poble del krai de Krasnodar, a Rússia. Es troba al Caucas Nord, a 19 km al nord d'Otràdnaia i a 207 km al sud-est de Krasnodar.
Pertany al poble de Gussaróvskoie.